# Calamochrous sarcalis
Calamochrous sarcalis  là một loài bướm đêm trong họ Crambidae.